# Stor solandra
Stor solandra (Solandra maxima) är en art inom familjen potatisväxter och förekommer naturligt i Central- och i norra Sydamerika. Arten odlas som trädgårdsväxt i många värma länder. I Sverige kan den möjligen odlas i växthus.
Arten förväxlas ofta med solandra (S. grandiflora). Stor solandra skiljs genom sina större blommor med tratt- eller skålformat bräm och purpurfärgade markeringar. Solandra har blommor med bägarlikt bräm med mindre tydliga purpur markeringar. Stor solandra är den vanligast förekommande i odling.
En liknande art är Solandra guttata som har håriga grenar. Stor solandra är helt kal.

## Synonymer
- Datura maxima Sessé & Moc.
- Solandra hartwegii C.F. Ball
- Solandra selerae Dammer ex Loes.